# Вафес
Вафес (на гръцки: Βαφές) е село в Република Гърция, разположено на остров Крит, дем Апокоронас. Селото има население от 194 души.

## Личности
Починали във Вафес
- Анастасиос Вафиадис (? – 1866), гръцки революционер